# Action Comics
Action Comics (укр. Видовищні комікси)— американська триваюча серія коміксів, в якій дебютував Супермен, один з найвідоміших супергероїв. Видавцем серії спочатку було видавництво Detective Comics, Inc., пізніше відоме як National Comics і National Periodical Publications, сьогодні називається DC Comics.

## Колекційна значимість
В Action Comics #1 (червень 1938 року) вперше з'явився Супермен, який згодом став одним з найпопулярніших супергероїв у світі. Серед колекціонерів коміксів Action Comics #1 вважається «Святим Граалем», що поклав початок Золотого віку коміксів.

## Нагороди
Action Comics #684 був частиною сюжету «Смерть Супермена», яка виграла Comics Buyer's Guide Fan Award у категорії "Улюблена історія коміксів за 1992 рік". Випуски Action Comics #687-691 були частиною сюжету «Панування Суперменів», який отримав ту ж нагороду за 1993 рік.

## Поза коміксами
- У фільмі 2006 року «Повернення Супермена» є сцена, в якій Супермен тримає автомобіль над головою, це майже точне повторення сцени з обкладинки культового випуску Action Comics.
- У «Бетмен проти Супермена: На зорі справедливості» з 2016 року номером кімнати Лекса Лютора є AC-23-19-40, що є посиланням на першу поява Лютора у коміксах. У фільмі також є також невелика газетна вирізка Супермена, який тримає автомобіль над головою в культовій позі.
- В анімаційному фільмі 1999 року «Сталевий гігант» Гоґарт показує титулярному роботу колекцію коміксів, в тому числі випуск Action Comics за участю Супермена, і робить порівняння гіганта з ним.